# تونبرگینول دی
تونبرگینول دی (به انگلیسی: Thunberginol D) با فرمول شیمیایی C۱۵H۱۲O۶ یک ترکیب شیمیایی با شناسه پاب‌کم ۱۸۸۹۲۸ است. که جرم مولی آن ۲۸۸٫۲۵ g/mol می‌باشد. 